# Flacq
Flacq – jeden z 9 dystryktów Mauritiusa, ze stolicą w Centre de Flacq.

## Sąsiednie dystrykty
- Pamplemousses – północny zachód
- Moka – zachód
- Rivière du Rempart – północ
- Grand Port - południe